# Basilica (Pompei)
La Basilica era un edificio pubblico di epoca romana, sepolto dall'eruzione del Vesuvio del 79 e ritrovato a seguito degli scavi archeologici dell'antica Pompei: era utilizzata sia come tribunale che come sede per contrattazioni commerciali.

## Storia

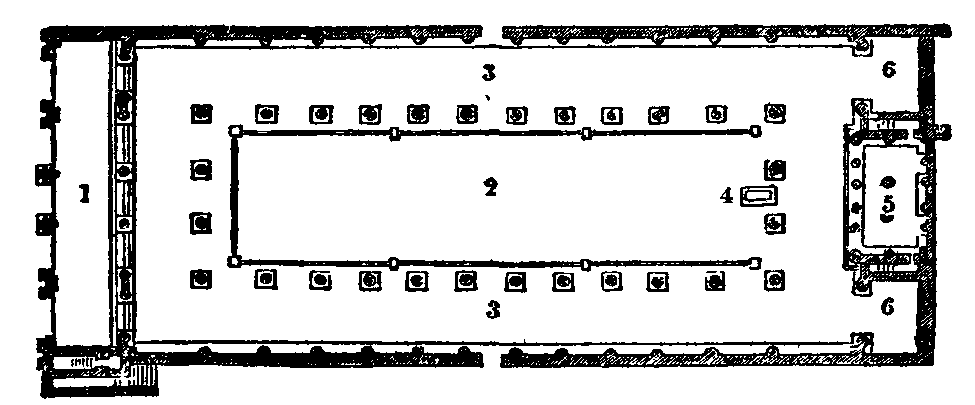
Pianta

La Basilica fu edificata nell'ambito del progetto di monumentalizzazione del foro di Pompei, quindi durante il II secolo a.C., in particolare nel periodo compreso tra il 130 e il 120 a.C.: era infatti già sicuramente utilizzata nel I secolo a.C. come testimonia un graffito che riporta la scritta:
Per la sua costruzione fu necessario abbattere diverse case e botteghe e riempire il pendio di una collina per avere una superficie abbastanza regolare: divenne quindi uno degli edifici più grandi e monumentali della città. Sepolta durante l'eruzione del 79 del Vesuvio, sotto una coltre di ceneri e lapilli, fu esplorata durante le indagini promosse dalla dinastia borbonica a partire dal 1813 che si protrassero a più riprese fino al 1950: originariamente, non apparve chiara la sua funzione, svelata poi da alcuni graffiti che facevano riferimento alla bassilica.

## Descrizione

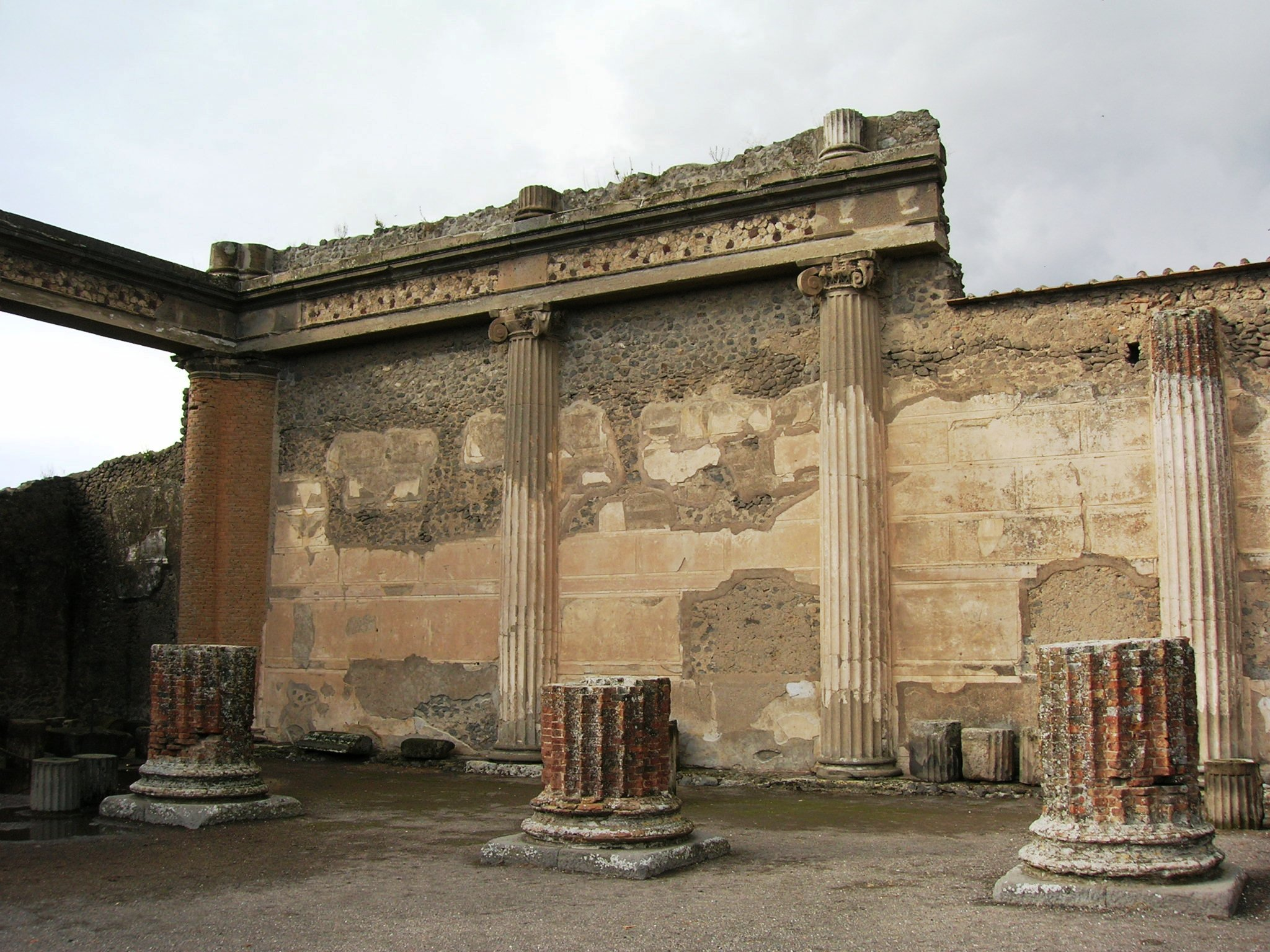
Colonne e lesene

La struttura della Basilica, situata nell'angolo sud-occidentale del foro, è alquanto semplice, molto simile a un tempio greco e ripercorre nella maggior parte dei suoi tratti la descrizione fatta da Marco Vitruvio Pollione per questo tipo di edifici: tuttavia differisce in alcuni elementi, come nella zona d'ingresso e del tribunal, portandola a somigliare a quelle che saranno le basiliche cristiane. Ha una lunghezza di cinquantacinque metri per una larghezza di ventiquattro ed è preceduta nella zona dell'ingresso principale, da un portico, chiamato portico di Popidio, che aveva la funzione di nascondere alcuni edifici situati sul lato meridionale del foro, dalla forma irregolare. L'ingresso principale è posizionato lungo il lato est, uno dei due brevi, e caratterizzato da cinque porte, divise da pilastri in tufo; due ingressi secondari sono posti lungo il lato nord, direttamente su via Marina e sul lato sud, costruito in età augustea.
Si accede quindi nell'area scoperta del chalcidicum, dedicata alle affissioni pubbliche, dove trovava sede, sul lato sinistro, un pozzo che raccoglieva l'acqua piovana per alimentare una fontana di cui non sono rimaste tracce. Cinque gradini consentono l'ingresso alla basilica vera e propria, con una facciata caratterizzata da quattro colonne di ordine ionico, la cui altezza si aggirava intorno agli undici metri; internamente la navata centrale è circondata da ventotto colonne, mentre le due laterali hanno colonne semicircolari poste lungo le pareti perimetrali con capitelli ionici. Lungo il lato occidentale si trova un podio, alto circa due metri, a cui si accedeva tramite una scala in legno, delimitato da sei colonne di ordine corinzio: in questa zona, chiamata tribunal, veniva amministrata la giustizia ed è divisa in due ampi vani tramite due lesene: dal podio zona partono due scale che conducono ad un piano sottostante con volta a botte, illuminato da due finestre.
Incerto è invece il criterio d'illuminazione della basilica, così come la sua copertura, che doveva essere a doppio spiovente; inoltre al suo interno si trovano numerosi resti di colonne e di capitelli, i quali però probabilmente non appartengono alla struttura e trasporti in un secondo momento. Rimangono poche tracce di decorazioni lungo le pareti, tutte in primo stile, realizzate in stucco ad imitazione di grossi blocchi di marmo.